# バレーボールエクアドル男子代表
バレーボールエクアドル男子代表は、バレーボールの国際大会で編成されるエクアドルの男子バレーボールナショナルチームである。

## 歴史
1951年に国際バレーボール連盟へ加盟し、第6回大会の1964年南米選手権に初出場。これまで7回出場しているが成績は振るわず、1999年の第23回大会で4度目の最下位を喫し、2000年代の南米選手権に出場しなかった。近年は世界選手権大陸予選に参戦している。

## 過去の成績

### オリンピックの成績
- 出場なし

### 世界選手権の成績
- 2006年 - 南米予選敗退
- 2010年 - 南米予選敗退

### 南米選手権の成績
- 1964年 - 5位
- 1969年 - 7位
- 1977年 - 7位
- 1983年 - 7位
- 1991年 - 7位
- 1997年 - 8位
- 1999年 - 10位